# Liste des fours à chaux en France
Cet article répertorie les fours à chaux en France, classés par région, puis par département, puis par ordre alphabétique des communes.

## Auvergne-Rhône-Alpes

### Allier
| Commune    | Nom     | Intérêt, état...                                                                                         | Image |
| ---------- | ------- | --- | ----- |
| Chavroches |         | La grande époque se situe à partir des années 1830. Six fours à chaux étaient en activité jusqu’en 1971. |       |
| Ébreuil    | Ébreuil | four à chaux traditionnel toujours en activité au hameau de Puy Vacher                                   |       |

### Ardèche
| Commune       | Nom | Intérêt, état...                                                                         | Image |
| ------------- | --- | ---------------------------------------------------------------------------------------- | ----- |
| Saint-Désirat |     | Four à chaux au bord du Rhone .                                                          |       |
| Uzer          |     | présence de fours à chaux à Largentière (on peut supposer qu'il s'agit de ceux d'Uzer) . |       |

### Drôme
| Commune                 | Nom | Intérêt, état...                                                            | Image |
| ----------------------- | --- | --------------------------------------------------------------------------- | ----- |
| Saint-Nazaire-en-Royans |     | Four à chaux monumental - Localisation - Autres fours à chaux à identifier. |       |
| Oriol-en-Royans         |     | Four à chaux - Localisation.                                                |       |

### Haute-Savoie
| Commune       | Nom                                     | Intérêt, état...                                                             | Image |
| ------------- | --------------------------------------- | ---------------------------------------------------------------------------- | ----- |
| Faverges      | Four à chaux de Faverges (Localisation) |                                                                              |       |
| Val de Chaise | Four à chaux de Cons-Sainte-Collombe    | Fours à chaux (XVIIIe et XIXe siècles), rénovés en 2003-2004. (Localisation) |       |

### Isère
| Commune              | Nom                                                            | Intérêt, état...                                                   | Image |
| -------------------- | -------------------------------------------------------------- | ------------------------------------------------------------------ | ----- |
| Optevoz              | Moulin des Gobilles pour le broyage de la chaux - Localisation | Moulin en ruine                                                    |       |
| Saint-Maurice l'Exil | Four à chaux du chateau de Givray                              | 1 four restauré                                                    |       |
| Valbonnais           | Four a chaux des Fayettes- Localisation                        | 1 four en cours de restauration.                                   |       |
| Valbonnais           | Four a chaux du Pont du Prêtre- Localisation                   | 1 four en ruine. Seule la partie basse du four est encore visible. |       |

### Loire
| Commune               | Nom                                     | Intérêt, état... | Image |
| --------------------- | --------------------------------------- | ---------------- | ----- |
| Saint-Romain-la-Motte | Four à chaux de St Romain Localisation) | 1 four restauré  |       |

### Rhône
| Commune                 | Nom                                 | Intérêt, état... | Image                               |
| ----------------------- | ----------------------------------- | --- | ----------------------------------- |
| L'Arbresle              | Four à chaux de L'Arbresle          | four restauré. Les bouches d'alimentation en air ne sont pas visibles et semblent encore présentes sous les pierres devant. |                                     |
| Dommartin               | Four à chaux de Dommartin           | 1 four restauré |                                     |
| Limonest                | Four à chaux de la Barollière       | 1 four restauré partiellement (l'élargissement de la route a nécessité la destruction de la partie avant)                   |                                     |
| Marcilly-d'Azergues     | Four à chaux de Marcilly d'Azergues | Inscrit au pré-inventaire des monuments et richesses artistiques du Rhône                                                   | Four à chaux de Marcilly d'Azergues |
| Poleymieux-au-Mont-d'Or | Four à chaux de Poleymieux          | 1 four restauré en 2004, le plus important du département du Rhône                                                          |                                     |
| Sain-Bel                | Four à chaux de Bonvallon           | Situé sous la boulangerie dont le plancher est en appui sur le four. Le foyer est rempli de gravats.                        | Four à chaux de Bonvallon           |

## Bretagne

### Côtes-d'Armor
| Commune    | Nom | Intérêt, état... | Image                                     |
| ---------- | --- | ---------------- | ----------------------------------------- |
| La Harmoye |     |                  | Ancien four à chaux Cartravers La Harmoye |

### Finistère
| Commune | Nom                   | Intérêt, état...                                                          | Image |
| ------- | --------------------- | ------------------------------------------------------------------------- | ----- |
| Crozon  | Four à chaux de Rozan | Inscrit aux monuments historiques. Inscription par arrêté du 10 mars 1988 |       |

### Ille-et-Vilaine
| Commune              | Nom                                   | Intérêt, état...                   | Image                                    |
| -------------------- | ------------------------------------- | ---------------------------------- | ---------------------------------------- |
| Chartres-de-Bretagne | Fours à chaux de Chartres-de-Bretagne | Inscrits aux monuments historiques | Les fours à chaux à Chartres-de-Bretagne |

## Bourgogne-Franche-Comté

### Doubs
| Commune    | Nom                         | Intérêt, état...          | Image |
| ---------- | --------------------------- | ------------------------- | ----- |
| Chalezeule | Fours à chaux de Chalezeule | 2 fours restaurés en 1997 |       |

### Saône-et-Loire
| Commune                  | Nom | Intérêt, état...                           | Image |
| ------------------------ | --- | ------------------------------------------ | ----- |
| Vendenesse-lès-Charolles |     | 3 fours, monuments historiques, visitables |       |

## Centre - Val de Loire

### Indre
| Commune             | Nom                 | Intérêt, état...       | Image |
| ------------------- | ------------------- | ---------------------- | ----- |
| Varennes-sur-Fouzon | Varennes-sur-Fouzon | 3 fours encore visible |       |

### Indre-et-Loire
| Commune            | Nom                                 | Intérêt, état...                                | Image |
| ------------------ | ----------------------------------- | ----------------------------------------------- | ----- |
| Villeloin-Coulangé | Fours à chaux de Villeloin-Coulangé | 5 fours à l'origine, au moins un encore visible |       |

### Loiret
| Commune       | Nom                     | Intérêt, état...                                           | Image |
| ------------- | ----------------------- | ---------------------------------------------------------- | ----- |
| Fay-aux-Loges | Lieu-dit le Clos Morand | Le four n'existe plus mais le bâtiment est encore visible, |       |

## Île-de-France

### Essonne
| Commune                | Nom                                                                                | Intérêt, état...                                                  | Image |
| ---------------------- | ---------------------------------------------------------------------------------- | ----------------------------------------------------------------- | ----- |
| Arrancourt             | Four d'Arrancourt localisation OSM                                                 | Restauré, visible depuis la route, panneau explicatif             |       |
| Gironville-sur-Essonne |                                                                                    | Situé en direction de Champmotteux. [réf. nécessaire]             |       |
| La Ferté-Alais         | La Ferté-Alais                                                                     | Rare double four à chaux de 1876, restauré de 2004 à 2005.        |       |
| Lardy                  | Fours à chaux de Lardy Localisation Wikidata                                       | construit au milieu du XVIIIe siècle, dans un ensemble industriel |       |
| Villabé                | Fours à chaux d'Ormoy localisation à préciser (dans la forêt, vers la rue du four) | Non restauré, état moyen                                          |       |

### Seine-et-Marne
| Commune             | Nom                                 | Intérêt, état... | Image |
| ------------------- | ----------------------------------- | ---------------- | ----- |
| Donnemarie-Dontilly | Four à chaux de Donnemarie-Dontilly |                  |       |

### Yvelines
| Commune   | Nom       | Intérêt, état...                                                                                          | Image |
| --------- | --------- | --- | ----- |
| Guerville | Guerville | Au lieu-dit "Les Coudres", four Gallo-Romain, restauré et mis en valeur par le service archéologique SADY |       |

## Grand-Est

### Moselle
| Commune              | Nom                                                                        | Intérêt, état...      | Image |
| -------------------- | -------------------------------------------------------------------------- | --------------------- | ----- |
| Châtel-Saint-Germain | Site archéologique du Mont-Saint-Germain - Localisation - localisation OSM | Four à chaux en ruine |       |

### Haut Rhin
| Commune  | Nom | Intérêt, état...                                                                                              | Image |
| -------- | --- | --- | ----- |
| Emlingen |     | Ruines de 5 fours à chaux (2 x 2 foyers dans les grandes carrières + 1 dans le canyon) abandonnés depuis 1953 |       |

## Normandie

### Manche
| Commune                  | Nom                  | Intérêt, état... | Image |
| ------------------------ | -------------------- | ---------------- | ----- |
| Regnéville-sur-Mer       | Fours à chaux du Rey | Restaurés        |       |
| Saussey[réf. nécessaire] |                      |                  |       |

### Seine-Maritime
| Commune       | Nom | Intérêt, état... | Image |
| ------------- | --- | ---------------- | ----- |
| Heurteauville |     |                  |       |

## Nouvelle-Aquitaine

### Charente
| Commune   | Nom                                                    | Intérêt, état...                                        | Image |
| --------- | ------------------------------------------------------ | ------------------------------------------------------- | ----- |
| Cellettes | Fours à chaux du domaine d’Echoisy, - localisation OSM | Inscrits au titre des Monuments historiques depuis 1974 |       |

### Charente-Maritime
| Commune | Nom          | Intérêt, état...                      | Image |
| ------- | ------------ | ------------------------------------- | ----- |
| Le Mung | Four à chaux | Restauré en 2006 par la commune       |       |
| Ligugé  | Four à chaux |                                       |       |
| Marans  | Four à chaux | Batiment ayant abrité des fours chaux |       |

### Dordogne
| Commune                       | Nom                                                              | Intérêt, état...                                | Image |
| ----------------------------- | ---------------------------------------------------------------- | ----------------------------------------------- | ----- |
| Saint-Astier                  | Four à chaux en direction d'Annesse-et-Beaulieu Usine de la CESA | 4 fours, abandonnés En activité                 |       |
| Saint-Romain-et-Saint-Clément | Four à chaux                                                     | Four unique abandonné, visible en bord de RD707 |       |

### Deux-Sèvres
| Commune  | Nom               | Intérêt, état...         | Image |
| -------- | ----------------- | ------------------------ | ----- |
| Nanteuil | Fabrique de chaux | Encore en fonctionnement |       |
| Nanteuil | Four à chaux      | non restauré             |       |

### Gironde
| Commune           | Nom          | Intérêt, état... | Image |
| ----------------- | ------------ | ---------------- | ----- |
| Le Verdon-sur-Mer | Four à chaux |                  |       |

### Pyrénées-Atlantiques
| Commune      | Nom                      | Intérêt, état... | Image |
| ------------ | ------------------------ | ---------------- | ----- |
| Villefranque | Four à chaux Bizi Berria | Restauré en 2011 |       |
| Ustaritz     | Four à chaux d'Hérauritz | Restauré en 2008 |       |

## Occitanie

### Hérault
| Commune         | Nom                                                               | Intérêt, état...                                                              | Image |
| --------------- | ----------------------------------------------------------------- | ----------------------------------------------------------------------------- | ----- |
| La Tour-sur-Orb | Four à chaux de La Tour-sur-Orb                                   | Usine de production de chaux du XIXème siècle, très bien conservé et restauré |       |
| Frontignan      | existence d'un "four de forme cylindrique situé dans la Gardiole" | Type romain                                                                   |       |

### Pyrénées Orientales
| Commune                 | Nom | Intérêt, état...                                                                                | Image |
| ----------------------- | --- | ----------------------------------------------------------------------------------------------- | ----- |
| Baixas                  |     | 2 fours à chaux situés en contrebas de la route des carrières à Baixas                          |       |
| Montesquieu-des-Albères |     | 2 fours à chaux dont l'un situé au Correc de la Vallauria et l'autre vers le "sentier botanique |       |

## Pays de la Loire

### Loire-Atlantique
| Commune            | Nom                        | Intérêt, état...                                 | Image |
| ------------------ | -------------------------- | ------------------------------------------------ | ----- |
| Avessac            | Avessac                    | Site aménagé                                     |       |
| Erbray             | Four à chaux d'Erbray      | Entretenu, visitable, Ecomusée des fours à chaux |       |
| La Chapelle-Heulin | Four à chaux du Montru     |                                                  |       |
| Le Cellier         | Four à chaux de Saint-Méen | Accessible, panneau explicatif                   |       |
| Mésanger           | La butte                   |                                                  |       |
| Mouzeil            | Cope-Choux Bellevue        |                                                  |       |
| Saint-Géréon       | Four à chaux de l'Ecochère | Peu accessible                                   |       |
| Saint-Herblon      | Four à chaux du Bernardeau | Visible, transformé                              |       |

### Maine-et-Loire[32]
| Commune                      | Nom | Intérêt, état... | Image                                 |
| ---------------------------- | --- | --- | ------------------------------------- |
| Angers                       | Chaussée-Bureau | Cour des Fours-à-Chaux |                                       |
| Angrie                       | Fours à chaux de la Veurière Fours Saint-Pierre | Veurière : restauré, visitable Saint-Pierre : visible                                                                      | Fours à chaux de la Veurière (Angrie) |
| Aubigné-sur-Layon            | | vestiges de 3 fours sur la commune                                                                                         |                                       |
| Beaulieu-sur-Layon           | Four Saint-Eutrope Four du coteau de Servières Four Saint-Michel | 3 fours |                                       |
| Bouzillé                     | Fours à chaux de Bouzillé : Sainte-Catherine Le Fossé-Neuf | 2 fours, non accessibles                                                                                                   |                                       |
| Broc                         | Le Pâtis | extérieur visible de la route                                                                                              |                                       |
| Chalonnes-sur-Loire          | Rocampaille Le Fourneau Noble Les Fours à Chaux Saint-Vincent Saint-Anne Croix-Verte Pierres-Blanches | |                                       |
| Chaudefonds-sur-Layon        | Les Fourneaux neufs La Sorinière Saint-Julien Saint-Louis Tartare Saint-Charles La nouvelle Orchère | Plusieurs sites, restauration                                                                                              |                                       |
| Chateauneuf-sur-Sarthe       | Le Motheux | Barre de 5 fours, visible Un site disparu en 1870                                                                          |                                       |
| Chazé-Henry                  | La Mocquerie | Vestiges visibles |                                       |
| Dampierre-sur-Loire (Saumur) | Fours à chaux de Dampierre Four à chaux du Fourneux | Dampierre : 2 fours visibles                                                                                               |                                       |
| Doué-la-Fontaine             | | Sites à Soulanger (les Minières, la Champagne)                                                                             |                                       |
| Durtal                       | Les Grippes Saint-Léonard | |                                       |
| Faveraye-Mâchelles           | Fours à chaux de Mâchelles | Troglodytes, visibles de la rue                                                                                            |                                       |
| Feneu                        | Port-Albert | |                                       |
| Les Rairies                  | | Four horizontal pour cuire briques et chaux. 60-70 fours en 1870. 3 briqueteries fonctionnent encore de manière ancestrale |                                       |
| Le Thoureil                  | Four à chaux de Sant-Maur (Le Thoureil) | Partiellement visible, pris pour une tour médiévale                                                                        |                                       |
| Lézigné                      | Four de Lézigné | |                                       |
| Liré                         | Fours à chaux à la Garenne et aux Léards à Liré | Plusieurs fours ont existé, le dernier détruit en 1981                                                                     |                                       |
| Martigné-Briand              | | Vestiges de 3 fours |                                       |
| Montjean-sur-Loire           | Four du Rivage Fours de la Tranchée Four du Cerisier Fourneau du Lion Four de la Maison-Blanche Site chaufournier de Châteaupanne Complexe chaufournier de Pincourt Le Petit Fourneau Four Cathelinaie Fours du Petit Lapin et de l'Alouette Four de Montpellier ou du Lièvre Four de Montpellier II Grande Orchère | 19 fours sur 13 sites. Mise en valeur                                                                                      |                                       |
| Noëllet                      | La Fosse | Deux complexes, un est visible, pas toujours accessible                                                                    |                                       |
| Noyant-la-Gravoyère          | | |                                       |
| Saint-Aubin-de-Luigné        | Four de la Petite Brosse Fours de la Fresnaye | Petite Brosse : site d'accès libre La Fresnaye : four et carrière visibles des vignes voisines                             |                                       |
| Saint-Lambert-du-Lattay      | | Près du pont-Barré, ne reste presque rien                                                                                  |                                       |
| Souzay-Champigny             | Fours à chaux de Champigny (Souzay-Champigny) | Restes visibles dans la végétation                                                                                         |                                       |
| Tigné                        | Fours de la Boulaie | Fours visibles de la route, en direction de La fosse-de-Tigné                                                              |                                       |
| Vaudelnay                    | Hameau de Bourgneuf-sur-Page Fours de la Gazelle Fours de la Guénetière Fours de Morrocon | Nombreux fours sur 8 sites                                                                                                 |                                       |
| Vern-d'Anjou                 | | Vestiges |                                       |
| Vihiers                      | Fours à chaux du Petit-Vihiers | Visibles, sans leurs rampes d'accès                                                                                        |                                       |

### Mayenne
| Commune | Nom     | Intérêt, état... | Image                   |
| ------- | ------- | ---------------- | ----------------------- |
| Saulges | Saulges | Restauré en 2007 | Four à chaux de Saulges |

### Vendée
| Commune           | Nom | Intérêt, état...                                                                                                | Image                                |
| ----------------- | --- | --- | ------------------------------------ |
| Aizenay           | Les « Terres Cuites d'Aizenay »                                                                                 | Anciennement four à chaux, nouvellement four à bois. Briqueterie et tuilerie familiale                          |                                      |
| Bazoges-en-Pareds | Le Vraud | 2 fours à chaux endommagés                                                                                      |                                      |
| Benet             | | Inscrits à l'inventaire des monuments historiques en 1994, un batiment style Vauban abrite encore 1 des 3 fours |                                      |
| Challans          | Four Le Bret | Four à chaux encore debout mais menaçant de ruines                                                              | Four à chaux Challans (Vendée)       |
| Chantonnay        | Les Cinq Fours : 3 des 5 fours encore en place, accessibles au public Le Pont Corne : quelques traces des fours | |                                      |
| Foussais-Payré    | | Inscrits à l'inventaire des monuments historiques                                                               | Four à chaux Foussais-Payré (Vendée) |

## Provence-Alpes-Côte d'Azur

### Alpes-Maritimes
| Commune                | Nom                                                 | Intérêt, état... | Image                              |
| ---------------------- | --------------------------------------------------- | ---------------- | ---------------------------------- |
| La Brigue              | Four à chaux de La Brigue, construit au XIXe siècle | Ruiné            | Four à chaux de La Brigue          |
| Carros                 | Four à chaux de Carros                              | Abandonné        | Cheminée du four à chaux de Carros |
| Saint-Vallier-de-Thiey | Four à chaux du Petit Saint-Jean                    |                  |                                    |
| Sospel                 | Four à chaux du Piaon                               | Abandonné        |                                    |

### Hautes-Alpes
| Commune          | Nom                             | Intérêt, état... | Image |
| ---------------- | ------------------------------- | ---------------- | ----- |
| Aspres-lès-Corps | Four à chaux d'Aspres-lès-Corps | restauré         |       |

## Territoires français d'outre-mer

### Martinique
| Commune    | Nom                           | Intérêt, état... | Image                         |
| ---------- | ----------------------------- | ---------------- | ----------------------------- |
| La Trinité | Four à chaux du château Dubuc | Ruiné            | Four à chaux du château Dubuc |